# Красилово (Владимирская область)
Красилово — деревня в Киржачском районе Владимирской области России, входит в состав Горкинского сельского поселения.

## География
Деревня расположена на берегу реки Шерна в 10 км на юг от центра поселения посёлка Горка и в 8 км на северо-запад от райцентра города Киржач.

## История
По данным на 1860 год деревня принадлежала Владимиру Семёновичу и Варваре Ивановне Требиповым.
В XIX — начале XX века деревня входила в состав Лукьянцевской волости Покровского уезда, с 1926 года — в составе Киржачской волости Александровского уезда. В 1859 году в деревне числилось 2 дворов, в 1926 году — 13 дворов.
С 1929 года деревня входила в состав Елецкого сельсовета Киржачского района, с 1954 года — в составе Храпковского сельсовета, с 1959 года — в составе Бельковского сельсовета, с 1971 года — в составе Горкинского сельсовета, с 2005 года — в составе Горкинского сельского поселения.

## Население
| 1859 | 1926 | 2002 | 2010 | 2021 |
| ---- | ---- | ---- | ---- | ---- |
| 17   | ↗63  | ↘0   | ↗2   | ↗6   |